# تی-بون واکر
آرون تیبو واکر (به انگلیسی: Aaron Thibeaux Walker) (ملقب به تیبون واکر) (زاده ۲۸ مه ۱۹۱۰ - درگذشته ۱۶ مارس ۱۹۷۵) گیتاریست، خواننده، پیانیست و ترانه‌سرای سبک بلوز در موسیقی آمریکا و یکی از مهمترین پیشگامان گیتار الکتریک بود که تأثیر بسیاری برهم‌عصران خود گذاشت. تک‌نوازی‌های او از اولین نمونه‌های ترانه‌های مدرن بلوز هستند و استانداردهای این سبک را به جا گذاشتند.
مجله رولینگ استون در سال ۲۰۰۳ و در رده‌بندی ۱۰۰ گیتاریست برتر تمامی دوران، واکر را در رتبه ۴۷ قرار داد.